# Tele Europa 3
Tele Europa 3 è stata una rete televisiva locale italiana.

## Storia
Tele Europa 3 fu l'ultima delle più significative emittenti locali storiche di Torino ormai chiuse. La rete nacque nel 1978 e inizialmente era gestita dall'Unione Industriale, il cui presidente era Sergio Pininfarina. La rete tasmetteva sulle frequenze del canale UHF 58. Gli studi erano situati in via Buenos Aires. Fra le trasmissioni: il programma musicale Tuttifrutti, l'appuntamento con Nonno Luca, trasmissioni di intrattenimento varie condotte da Vittorio Bestoso, con esibizioni di gruppi e realtà locali, come la Corale Madonna delle Rose della parrocchia vicina alla sede dell'emittente. La storia dell'emittente, celebre per le scenografie rudimentali realizzate con nude travi a vista corredate solo dall'aggiunta dei pannelli azzurri del chromakey fu breve e intensa. I buoni ascolti, in poco tempo, portarono la rete alla fama delle concorrenti più note GRP, TST e VG, sostituendo TTI Teletorino che, nel 1979-1980, divenne un "ripetitore" di Canale 5.
Europa 3, che possedeva anche una radio (come GRP), resistette ancora; ma nel 1980 l'Unione Industriale vendette la rete alla Rusconi, la quale, subito dopo, decise di utilizzare le frequenze della rete per trasmettere i programmi di Antenna Nord, fra cui il telefilm Henry e Kip (che rappresentò il debutto di Tom Hanks), e, successivamente, di Italia 1, emittente che apparteneva in origine a Rusconi, della quale, attualmente, è ancora canale di trasmissione nel capoluogo subalpino.
L'emittente si caratterizzava per l'informazione "Europa 3 Informa", telegiornali con dirette (terrorismo, nera) e settimanali curati dall'AGP (Agenzia Giornalistica Piemontese) dell'Unione Industriale, direttore Vito Brusa, giornalisti Francesco Bramardo, Giorgio Levi e Paolo Vinai.